# .sx
.sx je vrhovna internetska domena (country code top-level domain - ccTLD) za nizozemski dio otoka Svetog Martina.
Stvorena je odlukom Agencije za ISO 3166 od 15. prosinca 2010. kojom se alocira kratica SX kao ISO 3166-1 alpha-2 kod Sveti Martin. Odluka je uslijedila nakon što je Sveti Martin postao autonomna zemlja unutar Kraljevine Nizozemske 10. listopada 2010. godine. Domenom upravlja SX Registry SA koja tehničke operacije obavlja s OpenRegistry.com s centrima u Kanadi i Luksemburgu.

## Vanjske poveznice
- IANA .sx whois informacija  Arhivirana inačica izvorne stranice od 15. travnja 2013. (Wayback Machine)